# Machaerina gunnii
Machaerina gunnii là loài thực vật có hoa trong họ Cói. Loài này được (Hook.f.) J.Kern mô tả khoa học đầu tiên năm 1959.